# Bedhead
Bedhead – amerykański film krótkometrażowy z 1991 roku. Pierwszy film Roberta Rodrigueza nakręcony przez niego jeszcze jako studenta University of Texas w Austin. Film został nagrodzony na wielu festiwalach filmowych.